# Tortura en los Estados Unidos
La tortura en los Estados Unidos incluye casos de tortura documentados y referenciados tanto dentro de los Estados Unidos como fuera de sus fronteras cometidos por personal del gobierno estadounidense. 
En la actualidad han salido a la luz pública las torturas utilizadas por el ejército de los Estados Unidos en su lucha contra el terrorismo y la posterior liberación de Irak en sus cárceles de Abu Ghraib, en Irak, y Guantánamo, en Cuba. Se entiende que dichas técnicas de tortura no son sino la aplicación actualizada de las directivas de contrainteligencia del ejército y los servicios de seguridad exterior de EE. UU., contenidas en los Manuales de Interrogatorio Coercitivo (tortura), distribuidos entre los años 60 y 80 entre su personal y el de diferentes regímenes del mundo y recientemente clasificados como "no secretos". La aplicación oficial de dichas directivas de interrogatorio no fue derogada hasta 1991, aunque su uso informal sigue estando a la orden del día, como muestran las evidencias de la cárcel de Abu Ghraib y la Bahía de Guantánamo.

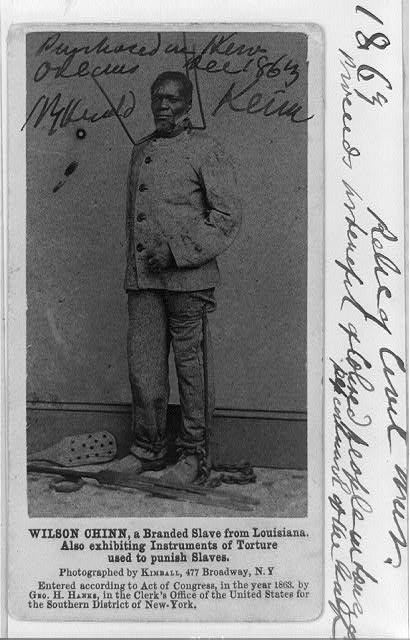
Wilson Chinn, un esclavo marcado de Luisiana: también exhibe instrumentos de tortura utilizados para castigar a los esclavos.

Dichos manuales CIA (conocidos como manuales KUBARK), fueron distribuidos entre los cuerpos de seguridad de diferentes regímenes del mundo afines a la política de EE. UU. durante la guerra fría. Entre dichos regímenes se encontraron varias dictaduras hispanoamericanas que los aplicaron en su política represiva contra partidos políticos disidentes, además de contra grupos terroristas y la población reclusa y civil en general. La utilización de dichos manuales de tortura CIA fue puesta en evidencia por La Comisión de la Verdad y Reconciliación oficial peruana en su informe del 28 de agosto de 2003.
Por otra parte, el gobierno de EE. UU. ha sido repetidamente acusado de trasladar presos sospechosos de conspiraciones contra intereses de EE.UU hasta países donde el respeto por los derechos humanos no es una prioridad de los gobiernos locales, y poner a dichos detenidos secretamente bajo su custodia. De esta forma, se evita la responsabilidad directa en los malos tratos que los detenidos puedan haber recibido y se obtiene la información necesaria para las actividades de inteligencia.